# Henri-Jacques Espérandieu

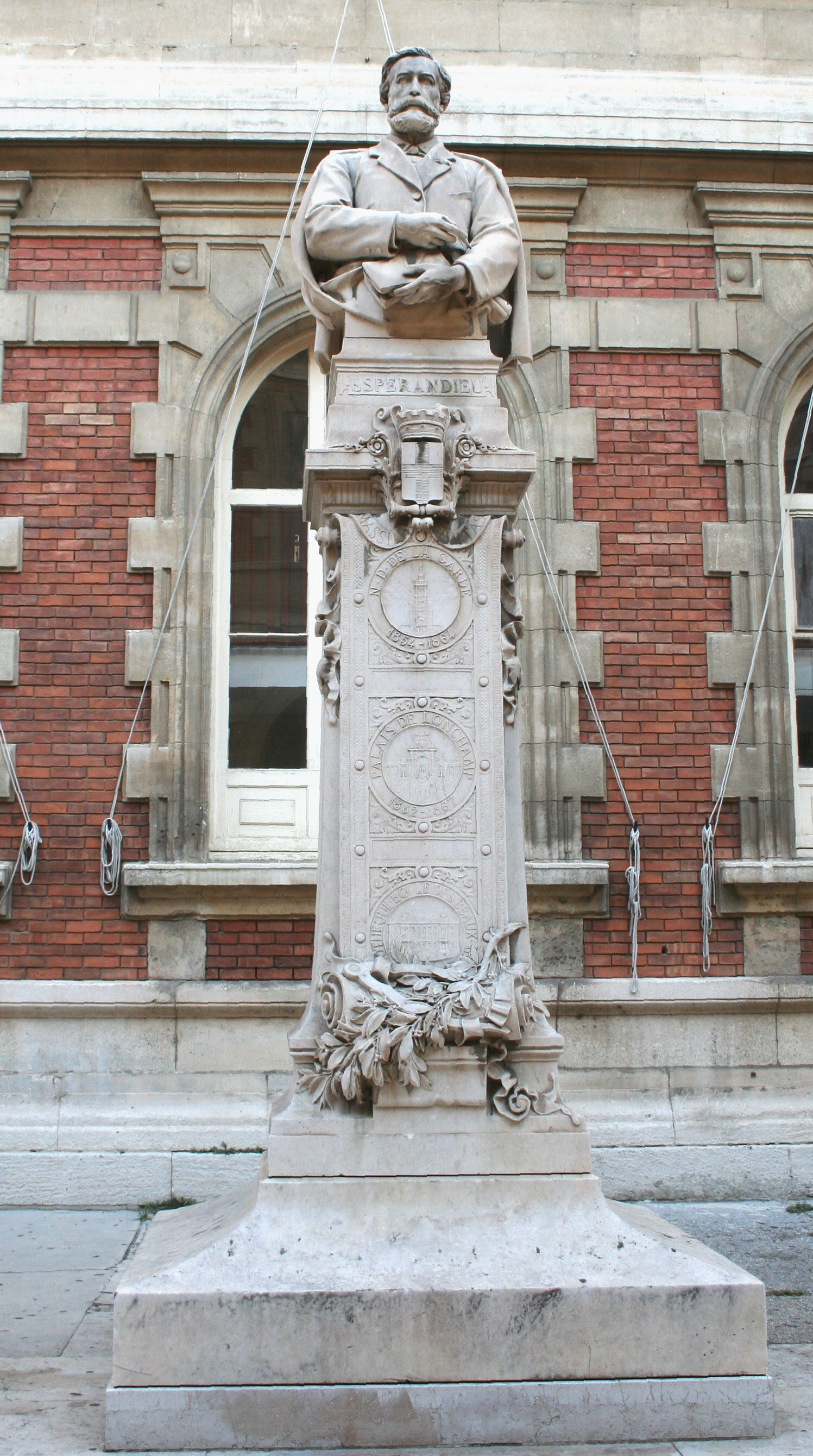
Büste von Henri-Jacques Espérandieu

Henri-Jacques Espérandieu (* 22. Februar 1829 in Nîmes; † 10. Juli 1874 in Marseille) war ein französischer Architekt.
Espérandieu stammt aus einer protestantischen Familie. Er studierte an der École nationale supérieure des beaux-arts de Paris. Anfangs war er als Mitarbeiter im Büro Vaudoyer tätig. Er vollendete die Kathedrale von Marseille und schuf in derselben Stadt im eklektizistischen Stil die Kirche Notre-Dame de la Garde sowie das Palais Longchamp. Espérandieu wurde zum Stadtbaurat ernannt. 1868 wurde er Ritter der Ehrenlegion.